# Bevščica
Bevščica je potok, ki se južno od naselja Trbovlje kot desni pritok pridruži potoku Trboveljščica, ta pa se nato kot levi pritok izliva v reko Savo. Ime prevzeme po zaselku Bevško.